# TBC DMB
TBC DMB는 대구.경북 지역을 가시청권으로 하는 지상파DMB 방송국으로, 2008년 6월 30일에 개국하였다. ㈜TBC가 사업자로서 운영하고 있다.

## 연혁
- 2008년 6월 30일 : 지상파DMB방송국 TBC DMB 개국

## 채널 구성
| 앙상블명 | 채널명    | 송출형식          | 전송속도 | 자체/임대 | 비고                           |
| -------- | --------- | ----------------- | -------- | --------- | ------------------------------ |
| TBC DMB  | TBCu      | 비디오 채널 (DMB) | 512kbps  | 자체      | 2023년 11월 1일, 강원까지 송출 |
| TBC DMB  | mYTN      | 비디오 채널 (DMB) | 512kbps  | 자체/임대 |                                |
| TBC DMB  | TPEG(DTS) | 데이터 채널       | ?kbps    | 임대      | 채널명 미확인                  |

## 비디오 채널
- TBCu

TBC가 운영하는 DMB 비디오 채널이다. 전 시간대에 자사의 TV 방송을 내 보낸다.
편성표
TBCu 편성표
- mYTN

YTN의 지상파 DMB 채널인 mYTN 프로그램을 재전송한다. 방송 로고는 TBC YTN과 같은 형식으로 표시된다.

## 데이터 채널
- TPEG(DTS)

부가 데이터 서비스, 교통정보, 웹서비스 등 다양한 데이터 서비스를 제공하는 채널이다. 네비게이션에서는 YTN TPEG 서비스를 제공하고 있다.

## 방송 송출 시설망
- 호출부호 : HLDE-TDMB

| 송신소        | 주파수             | 출력 | 송신소 위치                           |
| ------------- | ------------------ | ---- | ------------------------------------- |
| 팔공산 송신소 | CH 7C (178.736MHz) | 2㎾  | 경북 영천시 신녕면 치산리 산141-5     |
| 구지 중계소   | CH 7C (178.736MHz) | 50W  | 대구 달성군 구지면 화산리 산10 대니산 |
| 구미 중계소   | CH 7C (178.736MHz) | 90W  | 경북 구미시 남통동 산94 금오산        |
| 김천 중계소   | CH 7C (178.736MHz) | 20W  | 경북 김천시 신음동 산101-8 (달봉산)   |
| 상주 중계소   | CH 9C (190.736MHz) | 90W  | 경북 상주시 만산동 산68               |
| 문경 중계소   | CH 9C (190.736MHz) | 90W  | 경북 문경시 문경읍 하리 산1-5         |
| 학가산 중계소 | CH 9C (190.736MHz) | 2㎾  | 경북 안동시 북후면 신전리 산69        |
| 일월산 중계소 | CH 9C (190.736MHz) | 250W | 경북 영양군 청기면 당리 산118         |
| 경주 중계소   | CH 7C (178.736MHz) | 90W  | 경북 경주시 율동 2014 벽도산          |
| 조항산 중계소 | CH 7C (178.736MHz) | 2㎾  | 경북 포항시 남구 장기면 죽정리 산94-1 |
| 울진 중계소   | CH 7C (178.736MHz) | 90W  | 경북 울진군 원남면 덕신리 산10 현종산 |

## 관련 보기
- U-KBS
- myMBC
- 대한민국의 지상파DMB